# قتل الهه حسین‌نژاد
الهه حسین‌نژاد (۲۷ مهر ۱۳۷۹ – ۴ خرداد ۱۴۰۴) شهروند ۲۴ ساله ساکن اسلامشهر بود که در ۴ خرداد ۱۴۰۴، پس از خروج از محل کارش در یک سالن زیبایی در شهرک غرب تهران، ناپدید شد. حسین‌نژاد به‌عنوان ناخن‌کار و مژه‌کار فعالیت می‌کرد و در سالن زیبایی با خواهرش همکار بود.
در روز حادثه، به درخواست مادرش زودتر محل کار را ترک کرد تا از برادر معلولش مراقبت کند. آخرین تماس او با پدرش در ساعت ۱۹:۴۰ بود که اعلام کرد میدان نماز اسلامشهر است و ۲۰ دقیقه دیگر به خانه می‌رسد، اما پس از آن هیچ خبری از او نشد. ناپدید شدن او توجه رسانه‌ها و افکار عمومی را به خود جلب کرد.
در ۱۵ خرداد ۱۴۰۴، دادستان تهران از پیدا شدن جسد الهه حسین‌نژاد در بیابان‌های اطراف تهران و دستگیر شدن قاتل خبر داد. بهمن فرزانه، فردی که به‌عنوان مسافرکش فعالیت می‌کرد، به قتل الهه حسین‌نژاد با ضربات چاقو اعتراف کرده است. او پس از ارتکاب قتل، جسد را در منطقه‌ای بیابانی رها کرده است. نخستین جلسه دادگاه رسیدگی به پرونده قتل الهه حسین‌نژاد روز دوشنبه ششم مرداد ۱۴۰۴ در شعبه یک دادگاه کیفری تهران برگزار شد. وکیل خانواده الهه حسین‌نژاد در جلسه دادگاه گفت وقتی متهم، پیکر الهه را در بیابان رها کرد، او هنوز زنده بود.

## زندگی
الهه حسین‌نژاد فرزند محمد که اصالتاً اهل سراب بوددر زمان ناپدید شدن ۲۴ سال سن داشت و مشغول به کار بود. عموی او در گفت‌وگویی با رسانه‌ها بیان کرد: «الهه دختری آرام، مسئولیت‌پذیر و وابسته به خانواده بود.» او دارای مدرک کارشناسی حسابداری بود و در تهران به عنوان ناخن‌کار فعالیت می‌کرد.
الهه حسین‌نژاد از حامیان جنبش زن، زندگی، آزادی آزادی بوده و از خیزش ۱۴۰۱ ایران و خواننده‌های معترضی چون توماج صالحی و مهدی یراحی حمایت می‌نمود و خودش نیز اعتقادی به پوشش اجباری نداشت.

## ناپدید شدن
الهه حسین‌نژاد در خرداد ۱۴۰۴ هنگام بازگشت از محل کار به منزل در تهران ناپدید شد. این واقعه در مسیر معمول او از محل کار به خانه رخ داد و خانواده پس از عدم بازگشت او، موضوع را به مراجع گزارش کردند.
بر اساس گزارش‌ها حسین‌نژاد در روز ناپدید شدن طبق روال عادی از محل کار خارج شده و قرار بود به منزل بازگردد. اما به مقصد نرسید و اثری از او یافت نشد. مدتی پس از این اتفاق، ویدئویی که گفته می‌شود لحظهٔ ربوده شدن حسین‌نژاد را نشان می‌دهد در شبکه‌های اجتماعی منتشر شد، اما مشخص شد که این ویدئوها مربوط به واقعه ربوده شدن دختری ۱۸ ساله در تبریز در سال ۱۳۹۷ است.

## قتل
پلیس پس از دریافت گزارش مفقودی، تحقیقات خود را آغاز کرد. مراجع انتظامی اعلام کردند که تمام امکانات موجود برای یافتن الهه حسین‌نژاد به کار گرفته شد. سرانجام صبح ۱۵ خرداد ۱۴۰۴، دادستانی تهران خبر از پیدا شدن جسد الهه در بیابان‌های اطراف تهران و دستگیر شدن قاتل داد. دو متهم به قتل او در ۱۵ خرداد دستگیر شدند.
میزان، وابسته به قوه قضائیه جمهوری اسلامی ایران نوشت: «در روز جنایت صورت گرفته مرحومه الهه حسین‌نژاد برای مراجعت به منزل سوار یک خودرو سمند نقره‌ای می‌شود. راننده سمند قصد و نیت شومی داشته است که به دلیل مقاومت وی با وارد آوردن دو ضربه چاقو به قفسه سینه او را به قتل رسانده و پیکر او را بین بیابان‌های اطراف تهران رها می‌کند». میزان سپس خبر قصد و نیت شوم (تجاوز) را به قصد و نیت شوم (سرقت) تغییر داد.
پزشکی قانونی اعلام نظر دربارهٔ احتمال تعرض یا تجاوز را به انجام معاینات تخصصی و قطعیت یافتن نتیجه معاینات و آزمایشات لازم موکول کرد و دادستان تهران از بررسی پرونده در سریع‌ترین زمان ممکن خبر داد.
مینا جعفری، حقوقدان و وکیل دادگستری، به روزنامه اعتماد گفت: «کل ماجرای مفقود شدن و قتل الهه حسین‌نژاد مشکوک است و خیلی هم نمی‌توان به اخباری که تاکنون منتشر شده، اعتماد کرد. اما به‌طور کلی و با وجود گمانه‌زنی‌هایی که دربارهٔ مسئله تعرض و حتی تجاوز و درگیری وجود دارد آنچه به خوبی در این ماجرا نمایان است نبود قوانین و به‌طور خاص قانون منع خشونت علیه زنان است.»
پلیس آگاهی تهران اعلام کرد که بازسازی صحنه قتل در ۱۷ خرداد و با حضور متهمان و مسئولان مربوط انجام خواهد گرفت. براساس گزارش رسانه‌ها بازسازی صحنه قتل به‌دلایل نامشخص و اعلام نشده‌ای لغو شد.

### انگیزه قتل
در روزهای نخست، نیروی انتظامی و برخی از منابع خبری جمهوری اسلامی انگیزه قتل الهه حسین‌نژاد را «سرقت تلفن همراه» اعلام کرد. با این حال، روایت رسمی حکومت به‌مرور دستخوش تغییر شد و رسانه‌های وابسته به نهادهای حکومتی نیز این فرضیه را زیر سؤال بردند. خبرگزاری فارس، وابسته به سپاه پاسداران، با استناد به ویدیوی اعترافات متهم نوشت: «متهم از ادعای سرقت عدول کرده و بررسی‌ها نشان می‌دهد طلاهای مقتول به سرقت نرفته و این موضوع، فرضیه سرقت را با تردید مواجه ساخته است.»
در ویدیویی که از اعترافات بهمن فرزانه، متهم به قتل، منتشر شد، او انگیزه خود را درگیری با الهه حسین‌نژاد بر سر «نوع پوشش» و رفتار او عنوان می‌کند. فرزانه در این ویدیو، قربانی را مکرراً «بی‌حیا» خطاب می‌کند و می‌گوید: «خیلی بی‌حیا بود… گناهش افتاد گردن من… سرنوشتش این بود.» او همچنین در پاسخ به بازجوی ترک‌زبان می‌گوید: «یک چیزی بهت بگم… خیلی بی‌حیا بود، سرنوشتش بود که گناهش گردن من بیفته. کاش خانواده خودم بود.»
قاتل الهه حسین‌نژاد در این ویدیو تأکید می‌کند که انگیزه مالی نداشته و دربارهٔ تلفن همراه مقتول می‌گوید: «من گوشی رو انداختم تو اتوبان… من گوشی می‌خوام چیکار؟» و اضافه می‌کند: «تو جامعه‌ایم، ۱۰۰ میلیون هم باشه، کسی یک میلیون هم نمی‌خره، من به این احتیاج ندارم.»
در این ویدیو، بازجویان با استفاده از لحن همدلانه، متهم را با (زیرکی) به ادامه اعتراف تشویق می‌کنند. در چندین بخش از ویدیو، یکی از بازجویان که در تصویر دیده نمی‌شود، با عباراتی چون «خوب کردی»، «حقش بود زنه» متهم را مورد تأیید قرار می‌دهد.
در کنار این اعترافات، بعضی منابع مانند روزنامه ایران نیز به جای تمرکز بر قربانی، به سوابق خانوادگی و جزئیات زندگی شخصی متهم پرداخته‌اند. به‌علاوه، بیانیه اولیه شرکت اسنپ دربارهٔ عدم ارتباط متهم با این پلتفرم حذف شده، و منابع حکومتی از کارزارهایی برای نصب شنود در خودروها خبر داده‌اند، در حالی که هنوز منشأ دقیق ویدیوهای بازجویی منتشرشده مشخص نشده است.

### قاتل
قاتل «بهمن فرزانه» اهل مشگین‌شهر و در حال طلاق از همسرش بوده که به تهران آمده و با خودروی برادرش مشغول مسافر کشی شده و شب‌ها را نیز در قهوه‌خانه یا در خودرو می‌خوابیده است.

### خاکسپاری
پیکر حسین‌نژاد در روز عصر روز ۱۶ خرداد با شرکت گروه زیادی از مردم اسلامشهر و خانواده وی در دارالسلام این شهر به خاک سپرده شد.

## گاه‌شمار
- ۴ خرداد – الهه حسین‌نژاد پس از خروج از محل کار در شهرک غرب و در مسیر بازگشت به منزل در اسلامشهر ناپدید شد.
- ۶ خرداد – خانوادهٔ او اعلام کردند که از او بی‌خبرند و پیگیری‌هایشان از مراجع رسمی بی‌نتیجه بوده است.
- ۷ خرداد – برخی کاربران شبکه‌های اجتماعی با انتشار تصویر او، خواستار پیگیری وضعیتش شدند.
- ۱۱ خرداد – با گذشت یک هفته از ناپدید شدن الهه حسین‌نژاد، خبرگزاری میزان، وابسته به قوه قضاییه، از تشکیل پرونده قضایی در ارتباط با این پرونده خبر داد.[۳۵]
- ۱۲ خرداد – پلیس اعلام می‌کند که اداره آگاهی به پرونده ورود کرده است. عموی الهه حسین‌نژاد نیز در مصاحبه‌هایی اظهار داشت که هیچ ردی از او در دوربین‌های شهری یا از طریق ردیابی تلفن همراه پیدا نشده و برخی دوربین‌ها به‌طرز مشکوکی چرخیده‌اند.[۳۶]
- ۱۵ خرداد:
  - ساعت ۹:۰۸ – خبرگزاری میزان از دستگیری «قاتل» خبر می‌دهد، بدون اشاره به واژه «متهم».[۳۷]
  - ساعت ۹:۵۹ – میزان از کشف جسد خبر می‌دهد و می‌نویسد متهم قتل «قصد شوم» داشته است. در گزارش‌های بعدی، «سرقت» نیز به‌عنوان انگیزه ذکر می‌شود.[۳۸]
  - ساعت ۱۰:۰۹ – ویدیویی از متهم با ماسک منتشر می‌شود.[۳۹]
  - ساعت ۱۰:۲۴ – دادستان تهران با خبرگزاری میزان مصاحبه می‌کند.[۴۰]
  - ساعت ۱۱:۵۳ – فیلمی از لحظه کشف جسد و دستگیری متهم منتشر می‌شود.[۴۱]
  - ساعت ۱۲:۳۰ – ویدیوی دیگری از متهم در کنار رئیس پلیس آگاهی منتشر می‌شود. رئیس پلیس می‌گوید که مقتول سوار خودروی عبوری شده و راننده پس از دیدن گوشی او، با چاقو مرتکب قتل شده است.[۴۲]
  - ساعت ۱۹:۲۵ – میزان اطلاعیه‌ای از پزشکی قانونی منتشر می‌کند که در آن تأکید شده «هیچ خبری دربارهٔ تجاوز منتشر نکرده‌ایم» و شایعات مربوط را تکذیب می‌کند. منشأ این شایعه مشخص نیست و این‌که چرا واکنش شبانه منتشر شده و چرا رسانه‌ها موظف به بازنشر آن شده‌اند نیز مورد پرسش است.[۴۳]
- ۱۸ خرداد - ویدیوی دو و نیم دقیقه‌ای از اظهارات بهمن فرزانه منتشر شد که در آن قاتل می‌گوید: «خیلی بی‌حیا بود. سرنوشت بود که گناه او بر سر من بریزد».[۳۱]
- ۱۸ خرداد - پس از انتشار ویدیوی دو و نیم دقیقه‌ای اظهارات قاتل، خبرگزاری فارس رسانه وابسته به سپاه پاسداران: «فرضیه انگیزه سرقت در قتل الهه حسین‌نژاد زیر سؤال رفته است.»[۳۰]

## ابهامات مطرح شده
پس از انتشار خبر کشف جسد الهه حسین‌نژاد، پرسش‌ها و ابهاماتی در فضای رسانه‌ای و شبکه‌های اجتماعی مطرح شد:

### نبود تصاویر دوربین‌های مداربسته
میدان آزادی، محل آخرین مشاهده گزارش‌شده، یکی از پرترددترین نقاط تهران است. با توجه به گسترش استفاده از دوربین‌های نظارتی در سطح شهر، نبود هیچ تصویری از او طی حدود ۱۰ روز، محل پرسش قرار گرفت.

### پوشاندن چهره متهم
در حالی که دستگاه‌های قضایی در موارد مشابه پیش از صدور حکم نیز چهره متهمان را نمایش داده‌اند، در این پرونده چهره متهم با دو ماسک پوشانده شده بود. این موضوع در رسانه‌ها به عنوان اقدامی غیرمعمول مورد توجه قرار گرفت.

### انگیزه قتل
روایت‌های متفاوت از انگیزه قتل ارائه شده‌اند. پلیس ابتدا انگیزه را درگیری بر سر گوشی تلفن اعلام کرد، در حالی که خبرگزاری قوه قضاییه از «نیت شوم» متهم سخن گفت؛ اصطلاحی که معمولاً در پرونده‌های مرتبط با تعرض جنسی به‌کار می‌رود. محتوای برخی از حساب‌های شبکه‌های اجتماعی مرتبط با متهم نیز موجب گمانه‌زنی‌هایی دربارهٔ احتمال انگیزه‌های غیرمادی، نظیر اختلاف بر سر حجاب، شده است. با این حال، این موارد به صورت رسمی تأیید نشده‌اند.

### محل کشف جسد
مقام‌های پلیس ابتدا از کشف جسد در اطراف فرودگاه مهرآباد خبر دادند، اما در ویدیوی منتشر شده، نشانه‌هایی از منطقه شهرک صنعتی شمس‌آباد در جنوب تهران دیده می‌شود که فاصله قابل توجهی با مهرآباد دارد. همچنین، با توجه به گرمای هوا و شرایط محل اعلام‌شده، پیدا نشدن جسد طی چند روز نخست نیز مورد توجه رسانه‌ها قرار گرفت.

### راننده اسنپ بودن
پس از دستگیری قاتل اخباری مبنی بر فعالیت وی به عنوان راننده در اسنپ مطرح شد که این ادعا توسط سعید منتظرالمهدی، سخنگوی فرماندهی انتظامی جمهوری اسلامی تأیید شد اما طبق بیانیه اسنپ و گفته پلیس الهه حسین‌نژاد از اسنپ برای این سفر استفاده نکرده است و به‌صورت عبوری سوار ماشین قاتل شده است. در خصوص نحوه تأیید صلاحیت قاتل جهت ثبت‌نام به عنوان راننده در اسنپ با وجود سابقه کیفری نیز سعید منتظرالمهدی اذعان کرد که «شرکت اسنپ در سال ۹۹ برای شروع به کار او استعلام گرفته که در آن زمان محکومیتی برای این راننده ثبت نشده بوده است.» برخی کاربران شبکه‌های اجتماعی مدعی شده‌اند که متهم به عنوان راننده تاکسی اینترنتی فعالیت داشته است. تصاویری از سابقه سفر با خودرویی مشابه توسط کاربران منتشر شد.

### انتقادها از عملکرد حکومت
پس از انتشار خبر قتل الهه حسین‌نژاد، شماری از کاربران شبکه‌های اجتماعی نسبت به آنچه «تبعیض سیستماتیک و ناکارآمدی امنیتی» خوانده شد، ابراز انتقاد کردند. برخی از کاربران ایکس و اینستاگرام با اشاره به استفاده گسترده حکومت از فناوری تشخیص چهره برای شناسایی زنانی که قوانین حجاب را رعایت نمی‌کنند، تأخیر ۱۱ روزه در یافتن حسین‌نژاد را نمونه‌ای از اولویت‌بندی ناعادلانه در اعمال نظارت توصیف کردند.
کاربران دیگر نیز با طعنه به پروژه‌های گسترده نظارت هوشمند بر پوشش زنان اشاره کردند و این پرسش را مطرح کردند که چگونه همان سامانه‌هایی که برای ارسال پیامک «کشف حجاب» در عرض چند دقیقه فعال می‌شوند، قادر به ردیابی مسیر یک زن جوان ناپدیدشده نیستند. یکی از کاربران نوشت: «وقتی روسری زنی در گوشه خیابانی می‌افتد، ظرف پنج دقیقه پیامک برایش می‌آید؛ اما حالا، دختری زیر دوربین سوار ماشین شده و رفته، و هیچ اثری از او ثبت نشده؟ مردم را چه فرض کرده‌اید؟»
برخی کاربران نیز با اشاره به گزارش‌ها دربارهٔ واردات فناوری‌های نظارتی توسط نهادهای امنیتی، از جمله سپاه پاسداران، عملکرد این سیستم‌ها را در تأمین امنیت واقعی شهروندان زیر سؤال بردند. در واکنش به این وضعیت، شماری از کاربران در پست‌های خود از هشتگ طعنه‌آمیز «#امنیت_داریم» استفاده کردند.
منتقدان همچنین تأکید کردند که تمرکز نهادهای حکومتی بر کنترل پوشش و رفتار زنان، به جای پرداختن به مسائلی چون خشونت جنسیتی و فقدان امنیت عمومی، بیانگر اولویت‌های سیاستی‌ای است که به زیان زنان و دیگر اقشار جامعه تمام شده است.

## فعالیت‌های اجتماعی
در صفحه اینستاگرام الهه حسین‌نژاد، پیش از به قتل رسیدن، پست‌ها و استوری‌هایی در حمایت از برخی هنرمندان منتقد حکومت و همراه با جنبش «زن، زندگی، آزادی» منتشر شده بود؛ از جمله حمایت از توماج صالحی و مهدی یراحی. او همچنین یادداشتی در اعتراض به اعدام محمد حسینی، یکی از معترضان بازداشت‌شده در جریان اعتراضات ۱۴۰۱، منتشر کرده بود که بار دیگر در شبکه‌های اجتماعی مورد توجه قرار گرفت.

## مقایسه با پرونده‌های مشابه
این پرونده توسط برخی رسانه‌ها با پرونده سما جهانباز، دختر ۲۲ ساله اصفهانی که در تیر ۱۴۰۱ در شیراز ناپدید شده بود، مقایسه شد. هر دو پرونده شباهت‌هایی از نظر سن قربانیان، شرایط ناپدید شدن و بازتاب اجتماعی داشتند. سما سمیران با وجود پیگیری‌هایی که توسط پلیس و سایر دستگاه‌های مربوط صورت گرفت هیچگاه پیدا نشد.

## واکنش‌ها

### سیاستمداران
- زهرا پزشکیان به نمایندگی از رئیس‌جمهور ایران، مسعود پزشکیان، در ۱۸ خرداد به دیدار خانوادهٔ الهه حسین‌نژاد رفت و پیام تسلیت خود و رئیس‌جمهور را به آنان ابلاغ کرد.[۵۳]
- نرگس محمدی زندانی سیاسی، فعال حقوق زنان و برنده جایزه نوبل صلح، تصویر قتل حسین‌نژاد را در نگاه جامعه «بس فراخ و دردآلود» دانسته است. او اعلام کرد که قتل حسین‌نژاد «نه در راه تهران–اسلامشهر، که در بستر جاده‌ای فراهم‌آمده از خشونت حکومتی علیه زنان و به پهنای ایران» رخ داده است.[۵۴]
- رضا پهلوی، ولیعهد ایران، با محکوم کردن این قتل فجیع مسئولیت این موارد را بر گردن جمهوری اسلامی دانسته و در پیامی نوشت: «‏تا زمانی که این رژیم بر سر کار است و خشونت سیاسی را تجویز، و نفرت علیه زنان را عادی‌سازی می‌کند، الهه‌ها، مهساها، نیکاها و آرمیتاهای ایران در امان نخواهند بود.»[۵۵][۵۶]
- حسین رونقی، کنشگر مدنی نیز مسئولیت قتل حسین‌نژاد را متوجه جمهوری اسلامی دانسته و بیان داشته «به‌جای تأمین امنیت زنان، تمام توان خود را صرف سرکوب آن‌ها با عنوان بی‌حجابی کرده است.»
- مسیح علی‌نژاد، روزنامه‌نگار و فعال سیاسی، در این زمینه نوشت که الهه حسین‌نژاد نه در منطقه‌ای دورافتاده بلکه در میدان آزادی تهران و در برابر دوربین‌های متعدد شهری سوار خودرو شده بود. او پرسید: «باورتان می‌شود که هیچ دوربینی سوار شدن یا طی مسیر او را ثبت نکرده باشد؟»[۵۰]
- نازنین بنیادی، بازیگر با اشاره به کشته شدن الهه حسین‌نژاد نوشت: «رژیمی که زنان را به‌خاطر پوشش مو بی‌درنگ تعقیب می‌کند اما یک زن ناپدیدشده را «گم» می‌کند، نابینا نیست، بلکه در هر قتل ناموسی و در هر جنایتی که زیر لایه‌ای از دروغ پنهان می‌کند، هم‌دست است.»[۵۷]
- سعید اوحدی، رئیس بنیاد شهید دولت پزشکیان، در واکنش به قتل الهه حسین‌نژاد، گفت: «چند روز پیش، دختر خانمی قربانی یک جنایت شد و با مظلومیت به قتل رسید؛ اما می‌بینیم که چقدر به این موضوع دامن می‌زنند و برایش داستان‌سازی می‌کنند.»[۵۸]

### ورزشکاران
- رسول خادم با اشاره به خبر قتل الهه حسین‌نژاد و با یاد خبر قتل امیرمحمد خالقی، دانشجوی کشته کشده درجریان زورگیری در اطراف خوابگاه دانشگاه تهران نوشت: «چه مظلومانه در چند ماه گذشته، دو فرزند ایران کشته شدند و قلب و دل میلیون‌ها ایرانی، زخمی… سوگوار این عزیزان هستیم.»[۵۹]
- محمد خدابنده‌لو، هافبک تیم فوتبال پرسپولیس در ۱۶ خرداد برای تسلیت‌گویی به منزل الهه حسین‌نژاد رفت، حسین‌نژاد از حامیان پرسپولیس بود.[۶۰]
- باشگاه پرسپولیس با انتشار یک استوری در صفحهٔ رسمی اینستاگرامش در ۱۵ خرداد، درگذشت حسین‌نژاد را تسلیت گفت.[۶۱]
- وریا غفوری، نوشت: «قتل الهه حسین‌نژاد تنها یک جنایت فردی نیست؛ بلکه بازتابی از مشکلات ساختاری و آسیب‌های اجتماعی و روانی در جامعه ایران است. برای پیشگیری از تکرار چنین حوادثی، نیاز به اقدامات جدی در زمینه‌های اقتصادی، اجتماعی و فرهنگی وجود دارد.»[۶۲][۶۳]
- ناهید کیانی،[۶۴]با انتشار یک استوری در صفحهٔ شخصی اینستاگرام خود به قتل الهه حسین‌نژاد واکنش نشان داد.

### هنرمندان و سلبریتی‌ها
بازیگران ایرانی همچون نازنین بیاتی، روشنک عجمیان، امیر آقایی، فرزین محدث، مازیار فلاحی، صحرا اسدالهی، فریبا نادری، هنگامه قاضیانی، شیدا خلیق، عباس غزالی، بهرام افشاری، داریوش فرضیایی، امین حیایی، محمدرضا گلزار، شهاب حسینی، سیما تیرانداز، شقایق دهقان، علیرضا جهانبخش، فقیهه سلطانی، حامد بهداد و دیگران در صفحات اینستاگرامشان، نسبت به این حادثه واکنش نشان دادند. علیرضا قربانی در میانهٔ کنسرتش در شب ۱۶ خرداد، مرگ حسین‌نژاد را تسلیت گفت.
بابک زنجانی با سوء استفاده از فضای ناشی از قتل الهه حسین‌نژاد در پیامی به تبلیغ گروه تاکسی‌های اینترنتی خود پرداخت.

### نویسندگان
مهراب قاسم‌خانی در واکنش به قتل حسین‌نژاد، متنی ادبی در ۱۷ خرداد در اینستاگرامش منتشر کرد.